# NGC 4052
NGC 4052 (другие обозначения — OCL 870, ESO 94-SC10) — рассеянное скопление в созвездии Южного Креста. Открыто Джоном Гершелем в 1837 году.
Это скопление содержит умеренное количество звёзд, самый ранний спектральный класс у них — B3. Не менее 56 звёзд с видимой звёздной величиной ярче 14,0m относятся к скоплению. По разным оценкам, расстояние до скопления составляет 1200—2200 парсек, возраст — 250—400 миллионов лет. Ядро скопления двойное, внешняя часть ядра имеет вытянутую форму.
Этот объект входит в число перечисленных в оригинальной редакции «Нового общего каталога».